# Федерация еврейских общин России
Федерация еврейских общин России (сокращённо ФЕОР) — всероссийское сетевое объединение иудейских религиозных общин, крупнейшая российская централизованная религиозная организация, объединяющая общины ортодоксального иудаизма. Одна из двух (наряду с КЕРООРом) наиболее крупных еврейских религиозных организаций в России, наиболее влиятельная организация иудаизма в России. Действует под эгидой любавичского хасидизма.
Учредительный съезд ФЕОР состоялся 15 ноября 1999 года. Министерством юстиции организация зарегистрирована 23 июня 2000 года. ФЕОР представляет собой одновременно и весьма структурированную, и очень гибкую организацию. Местные общины напрямую входят в её структуру. ФЕОР, в свою очередь, входит в Федерацию еврейских общин СНГ, главой которой является президент, избираемый съездом и исполняющий административные функции. В целях упрощения сотрудничества местных общин, создания совместных благотворительных, культурных и образовательных проектов действуют региональные советы раввинов, обладающие консультативными функциями.
Заявленная цель объединения — «создать условия для полноценной религиозной и национально-культурной жизни граждан России, исповедующих иудаизм и идентифицирующих себя с еврейским народом. Основное средство для реализации этой цели — всестороннее развитие еврейских религиозных общин с необходимой инфраструктурой (синагоги, воскресные и общеобразовательные школы с еврейским этнокультурным компонентом, йешивы и иные высшие учебные заведения, общинные центры и пр.) на территории Российской Федерации».
Несмотря на то, что ФЕОР возглавляет представитель любавического хасидизма (Хабад) Берл Лазар, а общины любавичских хасидов входят в основном в ФЕОР, это объединение представляет интересов всех течений ортодоксального иудаизма в России. Часть общин в составе ФЕОР лишь возглавляется хасидами, но верующие принадлежат к традиционному иудаизму. В составе Федерации присутствуют и бухарские, и литвакские общины.

## История
ФЕОР был создан в 1997 году на базе имеющего глобальную централизованную структуру хасидского движения «Хабад-Любавич». Значимость КЕРООР и ФЕОР резко возросла в связи с принятием новой версии закона о свободе совести 1997 года, согласно которому для регистрации религиозных общин на местах необходимо подтверждение со стороны какой-либо централизованной структуры.
Учредительный съезд Федерации еврейских общин России состоялся 15 ноября 1999 года. На съезде собрались представители 80 регионов страны. Приветствия форуму направили Президент России Борис Ельцин, президент Израиля Эзер Вейцман, председатель Конгресса США Бенджамин Дильман. На съезде также присутствовали Владислав Сурков и Валентина Матвиенко, занимавшие на тот момент должности Заместителя руководителя Администрации президента Российской Федерации и Заместителя председателя Правительства Российской Федерации соответственно.
Первым президентом ФЕОР был избран Народный артист России Михаил Глуз. Также на учредительном съезде раввин Берл Лазар был избран главным раввином ФЕОР (не путать с Главный раввин России). Уже 25 ноября 1999 года в Белом доме состоялась встреча председателя Правительства РФ Владимира Путина с руководством недавно созданной Федерации еврейских общин России.
12—13 июня 2000 года по инициативе ФЕОР состоялся так называемый съезд еврейских общин России, на который были приглашены раввины и представители общин различных течений ортодоксального иудаизма. В мероприятии приняли участие 26 раввинов российских городов, председатели 85 еврейских общин. Несмотря на объединяющий характер съезда, большинство участников съезда представляли Хабад и выбрали раввина Берла Лазара главным раввином России. Представили Конгресс еврейских религиозных организаций и объединений в России, большинство общин которого придерживаются литовского направления ортодоксального иудаизма, не признали результаты данного съезда. По мнению главного раввина России Адольфа Шаевича ФЕОР был создан «в противовес даже не КЕРООР, а Российскому еврейскому конгрессу (РЕК)» (в то время Президентом Российского еврейского конгресса был Гусинский).
18-го сентября 2000 года был открыт Московский еврейский общинный центр (МЕОЦ), расположенный по адресу по адресу 2-й Вышеславцев переулок, 5А. Общинный центр сразу стал ключевым объектом ФЕОР в Москве, чей юридический адрес совпадает с адресом общинного центра. На церемонии открытия МЕОЦ присутствовали президент России Владимир Путин, первый вице-премьер московского правительства Владимир Ресин, посол США Джеймс Коллинз, посол Израиля Натан Мерон, главный раввин Израиля Мордыхай Лияху, такие деятели культуры, как Иосиф Кобзон, Филипп Киркоров, Михаил Шуфутинский и другие.
В 2002 году ФЕОР учреждает премию «Человек года», которая присуждается людям, внесшим значительный вклад в развитие культурной и общественной жизни страны, вне зависимости от их национальности и вероисповедания. Впоследствии название премии было изменено на «Скрипач на крыше» — в честь вручаемой номинантам статуэтки. Церемония вручения премии приурочена к Хануке и традиционно проходит в Государственном Кремлёвском дворце.
В 2002 году ФЕОР также выступает соучредителем Всемирного конгресс русскоязычного еврейства, на учредительный съезд которого приехали делегаты еврейских общин из бывших республик Советского Союза, включая страны Балтии, а также лидеры русскоязычных еврейских общин из Израиля, Америки, Германии, Канады, Австрии и Австралии.
В 2004 году в рамках третьего съезда ФЕОР заявил, что за минувший год в Россию вернулось в пять раз больше евреев, чем выехало. А раввин Берл Лазар объявил о намерении его организации провести своими силами Всероссийскую перепись еврейского населения. Также на третьем съезде председателем правления ФЕОР был избран Александр Борода, до того занимавший пост исполнительного вице-президента.
В 2005 году при Федерации еврейских общин России начала работать региональная редакция, чьей задачей становится знакомство с жизнью отдалённых от столицы еврейских общин.
В 2006 году в структуре Федерации еврейских общин России было создано специальное подразделение по взаимодействию с вооруженными силами, МЧС и правоохранительными учреждениями. В задачу подразделения вошли опека евреев-военнослужащих, защита их от армейского произвола, оказание материальной поддержки семьям военнослужащих. Данное направление возглавил раввин Аарон Гуревич.
19 февраля 2008 года в Московском еврейском общинном центре завершился ежегодный съезд Федерации еврейских общин России. Съезд был приурочен к 10-летнему юбилею федерации. В съезде приняли участие делегаты из более, чем 180 еврейских общин России. В рамках съезда президентом ФЕОР избран Александр Борода.

## Руководство
В соответствии с ежегодным отчётом организации за 2018 год, опубликованном на сайте Министерства юстиции РФ, руководящими органами организации являются Президент и Правление.
Президентом Федерации еврейских общин России является раввин Александр Моисеевич Борода, избранный на данный пост 19 февраля 2008 года.
В состав правления Федерации еврейских общин России входят:
- Александр Борода — президент ФЕОР
- Берл Лазар — Главный раввин России
- Борух Горин — председатель Общественного совета ФЕОР, руководитель департамента общественных связей ФЕОР

На веб-сайте Федерации еврейских общин России также обозначены позиции Председателей Попечительского совета и Совета Председателей общин. Юридически данные позиции не входят в состав Правления организации, однако фактически лица, занимающие данные должности, играют значительную роль в обеспечении её деятельности:
- Роман Абрамович — Председатель Попечительского совета ФЕОР
- Марк Грубарг — Председатель Совета председателей общин ФЕОР[31]

## Деятельность
ФЕОР и КЕРООР находятся скорее в конкурентной борьбе друг с другом. По этой причине в России одновременно существуют два главных раввина, от КЕРООР — Адольф Шаевич, от хасидов, главенствующих в ФЕОР — Берл Лазар.
По мнению ряда экспертов, ФЕОР получила намного более значительную ресурсную базу и влияние по сравнению с КЕРООР. ФЕОР обеспечена большей ресурсной поддержкой со стороны зарубежных общин и влиятельных кругов внутри России. Это обстоятельство в некоторой степени и обусловило тот факт, что ряд общин перешли из КЕРООРа в ФЕОР. Главой Попечительского совета Федора по состоянию на 2013 год являлся предприниматель Роман Абрамович, а председателем Общественного совета ФЕОРа — певец и общественно-политический деятель Иосиф Кобзон.
Светские еврейские организации могут ориентироваться на политику КЕРООР или на ФЕОР, при этом позиции членов многих из этих объединений нередко расходятся между собой, поскольку состав большей части данных структур весьма пёстрый.

### Экономическое положение
К 2005 году значительно изменилось соотношение между зарубежной помощью и спонсорскими пожертвованиями представителей российского еврейства в пользу последних. Координацию экономической сферы осуществляет фонд по поддержке деятельности движения «Хабад-Любавич» в странах СНГ и Прибалтики («Хабад-Любавич-Op Авнер»), осуществляющий программы по восстановлению еврейских общин, поддержке различных форм общего и еврейского религиозного образования, распространению гуманитарной помощи и др.
Через налаженный сбору пожертвований и помощь со стороны крупных предпринимателей (таких как Роман Абрамович и Леви Леваев), коммерческих организаций и частных лиц, а также целевым сборам по ряду программ, ФЕОР почти полностью перешла на внутрироссийское финансирование.

### Восстановление общин
На 2014 год в состав ФЕОР входили 200 общин в 178 городах, в 42 общинах работали раввины.

### Образование
Молодёжная политика составляет одно из приоритетных направлений деятельности организаций иудаизма в России в рамках как ФЕОРа, так и КЕРООРа. При этом российские организации иудаизма традиционно тесно взаимодействуют со светскими еврейскими общественными объединениями и организациями с целью создания полноценной и эффективно работающей системы образования, воспитания и социализации учащихся. Действует Совет представителей молодёжных отделений ФЕОР.
Сугубо религиозное учебное заведение — унаследовавшая название «Томхей Тмимим» иешива (на 2005 год около 30 учащихся), которая даёт базовое богословское образование в том объёме, который необходим для получения звания раввина. Выпускницы аналогичного заведения для девушек («махоны» — института «Хая Мушка») заняты в основном педагогической деятельностью в детских садах (на 2005 год около 20 учащихся). С 2001 года действует Институт изучения иудаизма в СНГ, ректором которого является раввин Адин Штейнзальц. Также ФЕОР заключено соглашение с Открытым университетом Израиля о заочной подготовке кадров для российских еврейских общин. Получившая благословение ребе Государственная академия Маймонида по своему статусу представляет собой светский вуз с углубленным изучением еврейской традиции. В 2003 году ФЕОР учредила Международный институт XXI века, который в 2008 году получил государственную аккредитацию.
Созданы культурно-просветительная организация «Хама» и учебно-воспитательный комплекс «Ган-Хама», которые по состоянию на 2005 год при поддержке образовательного фонда «Ор Авнер» оказывали помощь и содействие 17 общеобразовательным школам с еврейским компонентом обучения, 13 еврейским детским садам и более чем 50 воскресным школам.
В 2004 году действовало 19 школ и 16 детских садов с еврейским этнокультурным компонентом. Действует 70 воскресных школ в различных российских городах. В Москве открыто 11 воскресных школ. В рамках ФЕОР работает 25 общеобразовательных школ с еврейским этнокультурным компонентом, 28 детских садов, 20 детских оздоровительных лагерей, действуют 4 высших религиозных учебных заведения.
В 2011 году в сети образовательных учреждений ФЕОР и фонда «Ор Авнер» было свыше 100 учебных заведений, включая 25 общеобразовательных учебных заведений, 57 воскресных школ и 29 детских садов, в которых обучалось около 14 тысяч детей. При поддержке ФЕОР действовали такие высшие учебные заведения как Махон Хамеш и Университет XXI века.

### Социальные программы
В гуманитарных программах ФЕОР принимают участие свыше 120 тысяч человек (2013). При поддержке федерации действует 41 синагога и около 70 общинных центров, в том числе 11 крупных общинных центров (2007).

### Общественные и благотворительные организации
Действуют различные формы благотворительности: цдака (буквально-«справедливость») — каждый правоверный еврей добровольно выделяет десятую часть (как минимум) своего дохода на благотворительные нужды; «гмилут хесел» («доброе дело») — помощь, не предполагающая ответной материальной благодарности (помощь в похоронах бедных, выдача беспроцентных займов нуждающимся, гостеприимство, посещение больных, уход за захоронениями).
В любавичском движении действует многофункциональная благотворительная служба, включающая кошерную благотворительную столовую — «Абеба-Хама». По состоянию на 2005 год в 17 городах России действовали 22 благотворительные столовые ФЕОР, предоставлявшие бесплатные
обеды для нуждающихся (не только для евреев). Открыта благотворительная программа «Продуктовые наборы» для нуждающихся — часть совместной гуманитарной программы ФЕОР и американской благотворительной организации Global Jewish Assistance. В 2002 году в Москве был создан первый еврейский детский дом, в котором воспитывалось 60 детей.

### Средства массовой информации
С конца 1991 года на русском языке ежемесячно издается журнал «Лехаим». С 1999 года выпускается газета «Еврейское слово». Большую роль в создании облика ФЕОР в СМИ и в связях местных общин по состоянию на 2005 год играл интернет-портал и служба новостей www.jewish.ru. ФЕОР издаёт большое число брошюр и газет в местных общинах.

### Еврейский деловой клуб Solomon.help
В 2015 году при поддержке федерации был создан еврейский деловой клуб Solomon.help. Основателями клуба стали Евгений Гольцман и Денис Гуревич, а президентом клуба — раввин ЕРКЦ «Жуковка», президент ФЕОР А. М. Борода. В клуб входит порядка 500 участников — топ-менеджеров и собственников крупных компаний, представителей медицины, культуры, науки. Каждый год участники берут на себя обязательства по финансовому обеспечению определённых благотворительных проектов, что позволяет поддерживать целый ряд социально значимых программ.
В 2023 году деловой клуб стал победителем премии «Сделано в России» журнала «Сноб» в номинации «Человек человеку человек» (Общество). Клуб на постоянной основе финансирует несколько проектов: Еврейский университет, где за последние несколько лет было построено новое здание общежития и обновлены компьютерные классы; детский пансион «Наш дом», в котором живут дети от 3 до 18 лет, и школа-интернат «Меситва». Клуб принимает участие в восстановлении Самарской хоральной синагоги, является партнёром премии «Скрипач на крыше», занимается сохранением памяти об ужасах Холокоста, проводит благотворительные, деловые и творческие вечера, куда приглашают выступать самых известных общественных деятелей, представителей науки и культуры, бизнесменов.

### Восстановление и строительство синагог
С 2002 года при поддержке федерации было открыто 5 новых зданий синагог (2007).

### Борьба с антисемитизмом
При ФЕОР создан департамент по правозащите и борьбе с антисемитизмом.